# Sainte-Croix (Ain)
Sainte-Croix es una comuna francesa situada en el departamento de Ain, de la región de Auvernia-Ródano-Alpes.
Los habitantes se llaman Saint-Cruziens y Saint-Cruziennes.

## Geografía
Está ubicada en la Dombes, al sur del departamento, a 25 km al noreste de Lyon.

## Demografía
| 193 | 176 | 169 | 263 | 365 | 468 | 529 | 536 | 570 |
| Para los censos de 1962 a 1999 la población legal corresponde a la población sin duplicidades (Fuente: INSEE [Consultar]) |     |     |     |     |     |     |     |     |